# Túlkarim
Túlkarim (arabsky طولكرم‎, někdy přepisováno Tulkarm či Tulkarem) je velké palestinské město v tulkarmském guvernorátu na severozápadním okraji Západního břehu Jordánu. Nachází se v nadmořské výšce okolo 100 metrů na dotyku se Zelenou linií, která odděluje Západní břeh Jordánu od Izraele v jeho mezinárodně uznávaných hranicích. Přibližně podél Zelené linie vyrostla v tomto úseku počátkem 21. století izraelská bezpečnostní bariéra, jež fyzicky oddělila palestinská populační centra.
Severní částí města protéká směrem z hornatiny Samařska do izraelské pobřežní nížiny vádí Nachal Šechem. Jižně od města protéká vádí Nachal Te'enim (arabsky Vádí al-Tanin).
Podle Palestinského centrálního statistického úřadu žilo v polovině roku 2006 ve městě a zdejším uprchlickém táboru přibližně 58 962 obyvatel. Samotné město se rozkládá na území o velikosti 28,8 km².
Dne 3. října 2024 bylo při izraelském úderu na uprchlický tábor ve městě zabito nejméně 16 lidí.